# 卢人语
卢人语是贵州省的一种绝迹的汉藏语。卢人语可能于20世纪60年代灭绝。
卢人语同蔡家话和龙家语有极近的亲缘关系。然而，这三种语言在汉藏语系中的具体分类仍不确定。郑张尚芳（2010）主张蔡家话和白语组成白语支，而沙加尔则认为蔡家话和瓦乡话源于上古汉语的早期分支。

## 延伸阅读
- 贵州省民族识别工作队语言组. 1982. 蔡家的语言.
- 贵州省民族识别工作队. 1984. 南龙人（南京-龙家）族别问题调查报告.
- 修至誠（Hsiu, Andrew）. 2013. "New endangered Tibeto-Burman languages of southwestern China: Mondzish, Longjia, Pherbu, and others （页面存档备份，存于）". Presentation given at ICSTLL 46, Dartmouth College.
- 赵卫峰. 2011. 贵州白族史略. 银川:宁夏人民出版社. ISBN 978-7-227-04678-3
- Hölzl, Andreas.The Lu(ren) language of Guizhou, China （页面存档备份，存于）. 9th International Contrastive Linguistics Conference (ICLC9). 2021.05.20-21.